# Margarethe Baronesse von Funck
Margarethe Baronesse von Funck (Jelgava, Letonia, 27 de abril de 1898 - Villafranca del Panadés, España, 25 de noviembre de 1968) fue esposa de Paul von Hase, militar de la Wehrmacht que estuvo implicado en el intento de asesinato de Adolf Hitler conocido como complot del 20 de julio de 1944, a causa de lo cual fue condenado y ejecutado en la horca en ese mismo año en una prisión de Berlín. 
Nació en Jelgava (Letonia) el 27 de abril de 1898. Se casó con Paul von Hase el 14 de diciembre de 1921 en Neustrelitz (Alemania), teniendo ella 23 años de edad y él 36 años. Durante la Segunda Guerra Mundial su marido estuvo destinado en Berlín a partir de 1940. Ella y su marido tuvieron cuatro hijos: Ina, Maria-Gisela, Alexander y Friedrich-Wilhelm. Posteriormente se instaló en Segur de Calafell, falleciendo el 25 de noviembre de 1968. Fue enterrada en Villafranca del Panadés siguiendo su voluntad. 